# Schachbundesliga 2006 (Schweiz)
In der Saison 2006 der Schweizer Bundesliga im Schach gewann der Titelverteidiger Schachverein Birsfelden/Beider Basel alle Wettkämpfe und wurde damit überlegen Meister.
Aus der 2. Bundesliga war Valais aufgestiegen, die sich als Vierter problemlos behaupteten, absteigen musste hingegen Lugano Bianco Nero.
Zum letzten Mal wurde die Bundesliga innerhalb eines Kalenderjahres ausgetragen, ab der folgenden Saison wurde zu einer Austragung im Winterhalbjahr übergegangen.
Zu den gemeldeten Mannschaftskadern der teilnehmenden Vereine siehe Mannschaftskader der schweizerischen 1. Bundesliga im Schach 2006.

## Abschlusstabelle
| Pl. | Verein                                   | Sp | G | U | V | MP   | Brett-P.  |
| --- | ---------------------------------------- | -- | - | - | - | ---- | --------- |
| 01. | Schachverein Birsfelden/Beider Basel (M) | 7  | 7 | 0 | 0 | 14:0 | 36,5:19,5 |
| 02. | ASK Winterthur                           | 7  | 5 | 1 | 1 | 11:3 | 33,0:23,0 |
| 03. | Schachclub Niederrohrdorf                | 7  | 4 | 0 | 3 | 8:6  | 31,0:25,0 |
| 04. | Valais (N)                               | 7  | 4 | 0 | 3 | 8:6  | 29,5:26,5 |
| 05. | SV Wollishofen                           | 7  | 2 | 3 | 2 | 7:7  | 29,0:27,0 |
| 06. | Nimzowitsch Zürich                       | 7  | 1 | 2 | 4 | 4:10 | 22,5:33,5 |
| 07. | Basel BVB                                | 7  | 1 | 1 | 5 | 3:11 | 24,5:31,5 |
| 08. | Lugano Bianco Nero                       | 7  | 0 | 1 | 6 | 1:13 | 18,0:38,0 |

## Entscheidungen
|     | Schweizer Bundesmeister: Schachverein Birsfelden/Beider Basel |
|     | Absteiger in die 2. Bundesliga: Lugano Bianco Nero            |
| (M) | Meister der letzten Saison                                    |
| (N) | Aufsteiger der letzten Saison                                 |

## Kreuztabelle
| Ergebnisse | Ergebnisse                           | 01. | 02. | 03. | 04. | 05. | 06. | 07. | 08. |
| ---------- | ------------------------------------ | --- | --- | --- | --- | --- | --- | --- | --- |
| 01.        | Schachverein Birsfelden/Beider Basel |     | 5   | 5½  | 4½  | 4½  | 6½  | 4½  | 6   |
| 02.        | ASK Winterthur                       | 3   |     | 5   | 5½  | 4   | 6   | 5   | 4½  |
| 03.        | Schachclub Niederrohrdorf            | 2½  | 3   |     | 3½  | 6   | 6   | 5   | 5   |
| 04.        | Valais                               | 3½  | 2½  | 4½  |     | 2   | 4½  | 5½  | 7   |
| 05.        | SV Wollishofen                       | 3½  | 4   | 2   | 6   |     | 4   | 5½  | 4   |
| 06.        | Nimzowitsch Zürich                   | 1½  | 2   | 2   | 3½  | 4   |     | 4   | 5½  |
| 07.        | Basel BVB                            | 3½  | 3   | 3   | 2½  | 2½  | 4   |     | 6   |
| 08.        | Lugano Bianco Nero                   | 2   | 3½  | 3   | 1   | 4   | 2½  | 2   |     |

## Aufstiegsspiel zur 1. Bundesliga
Das Aufstiegsspiel zwischen den beiden Siegern der Zweitligastaffeln, N. N. Bern und St. Gallen sollte am 7. Oktober in Bern stattfinden. Da jedoch St. Gallen nicht antrat, gewann N. N. Bern kampflos und stieg damit in die 1. Bundesliga auf.

## Die Meistermannschaft
| 1.            | SV Birsfelden/Beider Basel |
| Schachfiguren | Dejan Pikula, Roland Ekström, Branko Filipović, Goran Milošević, Jean-Luc Costa, Charles Partos, Anton Allemann, Stanislav Budisin, Terwel Serafimow, Zoran Bojic, Mihajlo Stojanović, Benjamin Grunder, Philipp Ammann, Georg Siegel, Henryk Dobosz. |